# Charles E. Potter
Charles Edward Potter, född 30 oktober 1916 i Lapeer, Michigan, död 23 november 1979 i Washington, D.C., var en amerikansk republikansk politiker. Han representerade delstaten Michigan i båda kamrarna av USA:s kongress, först i representanthuset 1947–1952 och sedan i senaten 1952–1959.
Potter utexaminerades 1938 från Michigan State Normal College (numera Eastern Michigan University). Han deltog i andra världskriget i USA:s armé. Han sårades svårt år 1945 i Frankrike och förlorade båda benen. Han befordrades 1946 till major. Han belönades med Croix de Guerre utöver de amerikanska utmärkelserna han fick i kriget.
Kongressledamoten Frederick Van Ness Bradley avled 1947 i ämbetet. Bradley vann fyllnadsvalet och tillträdde den 26 augusti 1947 som kongressledamot. Han efterträdde sedan 1952 Blair Moody i USA:s senat. Han besegrades i senatsvalet 1958 av demokraten Philip Hart.
Potter var metodist. Han gravsattes på Arlingtonkyrkogården.